# サンクム

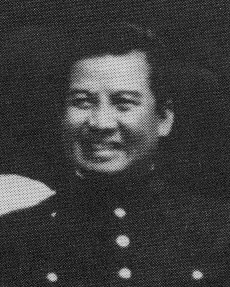
ノロドム・シハヌーク（1956年）。サンクム総裁時代の写真。

サンクムこと、サンクム・リアハ・ニヨムもしくはサンクム・レアストル・ニョム（クメール語: សង្គមរាស្រ្តនិយម、Sangkum Reastr Niyum）は、カンボジアにかつて存在した政治団体もしくは政党。直訳すると「庶民に帰依する組織」となるが、人民社会主義共同体（英語: Popular Socialist Community）との訳が定着している。当時のカンボジア王国においてノロドム・シハヌーク（シアヌーク）の政権を支え、事実上の一党支配政党であったが、公式には（超党派の）運動を称することが多かった。

## 結成
1955年3月3日にノロドム・シハヌークがカンボジア国王の王位を父親であるノロドム・スラマリットに譲位し、自ら首相となるための政治的基盤として、同年4月7日に自らを総裁として結成した。
綱領においては王制と仏教、独立を維持・基軸としながら社会主義と民主主義を樹立することによって祖国に過去の偉大さを再現しようとしていたとされている。
そして9月の総選挙でサンクムは共和主義的な左翼系の政党であるプラチェアチョンを破って国会の全議席を獲得し圧勝（不正選挙を疑われている。以後、共和主義者の穏健派はクメール共和国の樹立までサンクムに協力しなくなった）、シハヌークが首相となった（のち1960年にスラマリット国王の崩御にともなって、国王不在のまま国家元首に就任している）。1957年にはシハヌークはサンクムの青年団「クメール王立社会主義青年」  (French: Jeunesse socialiste royale khmère, JSRK)を創設した。そして、サンクムは全91議席のうちすべてで独占した。

## 拡大と包括政党化

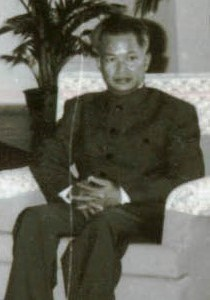
キュー・サムファン（1978年）。一時、左派としてサンクムに参画した

シハヌークは国内では王制社会主義の名の下で中道左派や左翼勢力の多く（例えば共産主義者であり、後に民主カンプチアで国家元首となるキュー・サムファン）もサンクムに取り込んで包括政党化していき、当初は政治的抑圧も比較的少なかったものの、次第に右派の自由クメールと極左で共産主義のカンプチア共産党 (Communist Party of Kampuchea) （のちクメール・ルージュとなる）の両ゲリラ組織に悩まされるようになった。さらにサンクムが包括政党化した結果、組織内左右両派の対立も生じた。

## サンクムの硬直化
しかしサンクムは王制社会主義体制下の総選挙で常に全議席を独占、そうしていくうちに次第にその社会主義は縁故主義（事実上は縁故資本主義と同じ）の色彩も強め、国営企業はサンクムの幹部が支配するようになっていった。それによって当初の仏教社会主義の理念から乖離していき、政情も不安定化していった。

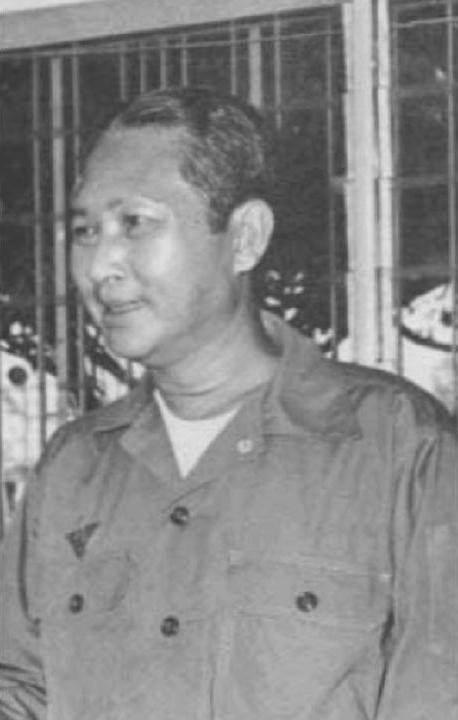
ロン・ノル。サンクム体制化で首相となったが、後に親米クーデターを起こす

1967年4月、バタンバン州のサムロート（サムラウト）で政府による余剰米の安価な強制買い付け（フランス語: ramassage du paddy）に反対する農民との間で衝突が起き、カンプチア共産党は反米反政府のビラを撒いて暴動を煽動した。サムロート周辺の鎮圧作戦は数か月間続き、サンクムの内部でロン・ノル首相らの右派や秘密警察の勢力が強まりキュー・サムファンは地下潜行を余儀なくされるなど、左派との対立・衝突は強まっていく（ただロン・ノルはその後に交通事故で一時引退を余儀なくされ、シハヌークはこれを機に右派とのバランスを取るために左派の人物を政権に登用している。このときの後任の首相はソン・サンであった）。
それでも後の悲惨なカンボジア内戦に比べれば、シハヌークとサンクムが統治した時期は相対的に平穏だったとされており、実際に強制買い付けなどがあったとはいえ、豊富な農業生産高を誇る食料輸出国でもあった。

## 中立政策とベトナム戦争への関与

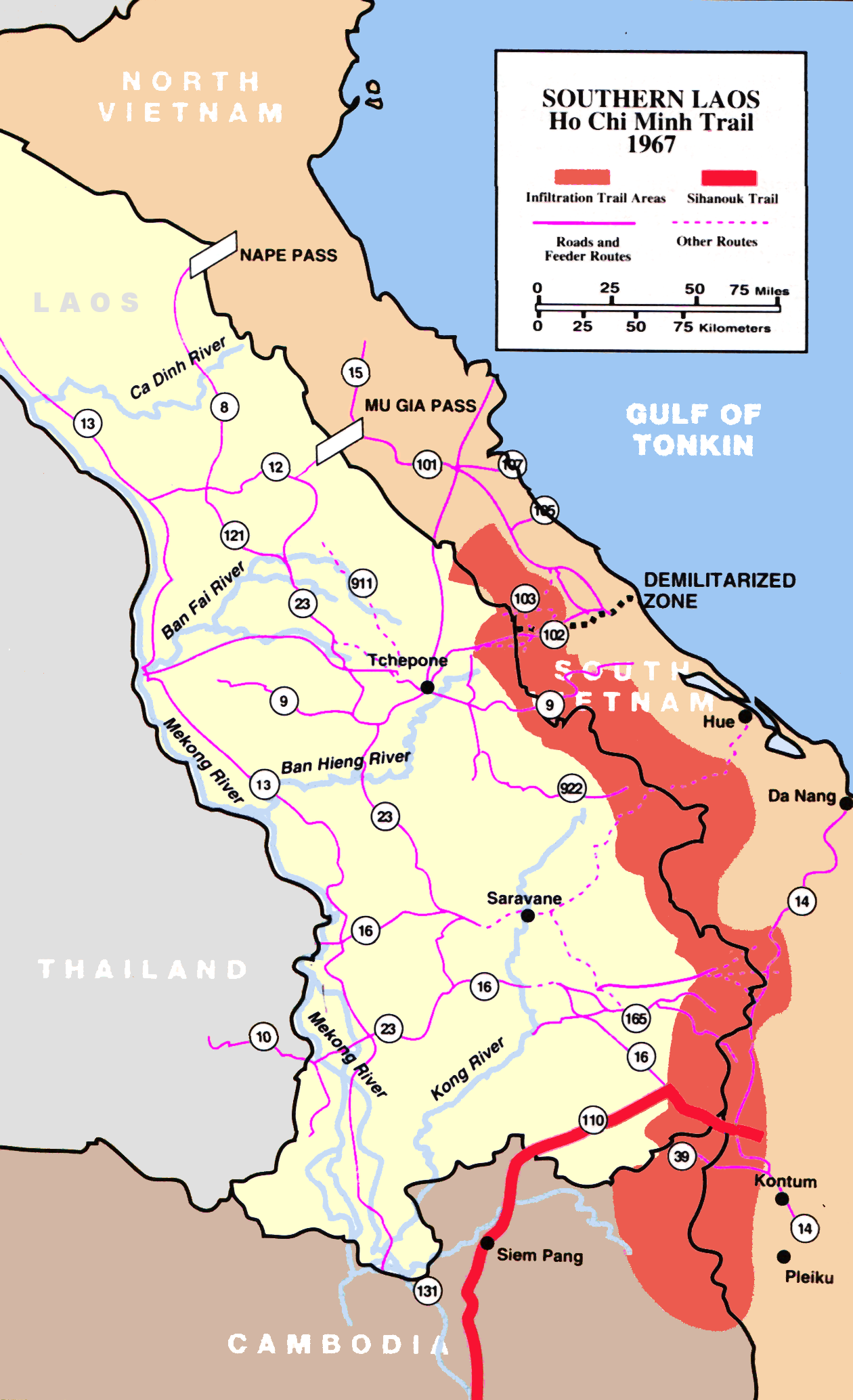
ホーチミン・ルート。南端のオレンジの線がシアヌーク・トレイル

またベトナム戦争においてシハヌークとサンクムの政権は中立政策を採ることで左右に偏らない宗教上の社会秩序と平和のオアシスとして「東南アジアのキャメロット」のイメージを喧伝したが、戦争の激化によって1965年2月にアメリカが北ベトナムへの爆撃（北爆）を開始するとカンボジアは対米断交に踏み切り、さらにホーチミン・ルートの一部としてシアヌーク・トレイルの設置を黙認して北ベトナム寄りの姿勢もみせた。
この頃からカンボジアの余剰米の少なくとも4分の1が北ベトナムと南ベトナム解放民族戦線（ベトコン）に売り渡されていたという（上記のサムロートでの衝突の背景にも、この政策があった）。これに対しアメリカ軍と南ベトナム空軍はしばしばカンボジア領内へも限定的ながら爆撃を加え、またシハヌークとサンクムを「容共」の存在とみなし、その排除をめざすようになった。

## 体制の終焉から本格的な内戦へ

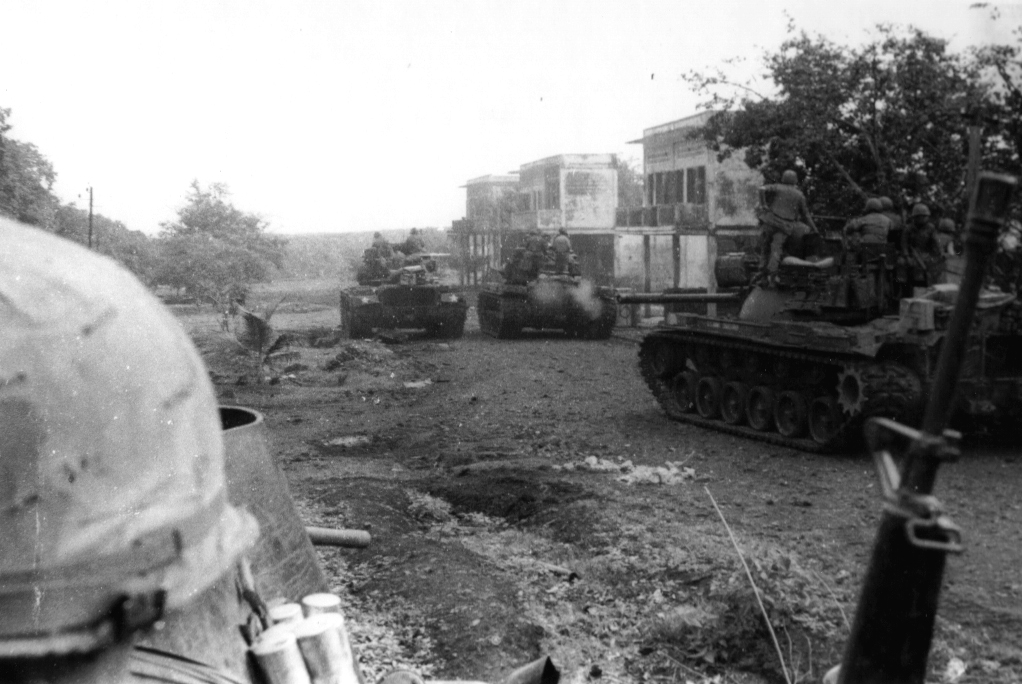
サンクム体制の崩壊後すぐカンボジアに介入したアメリカ軍

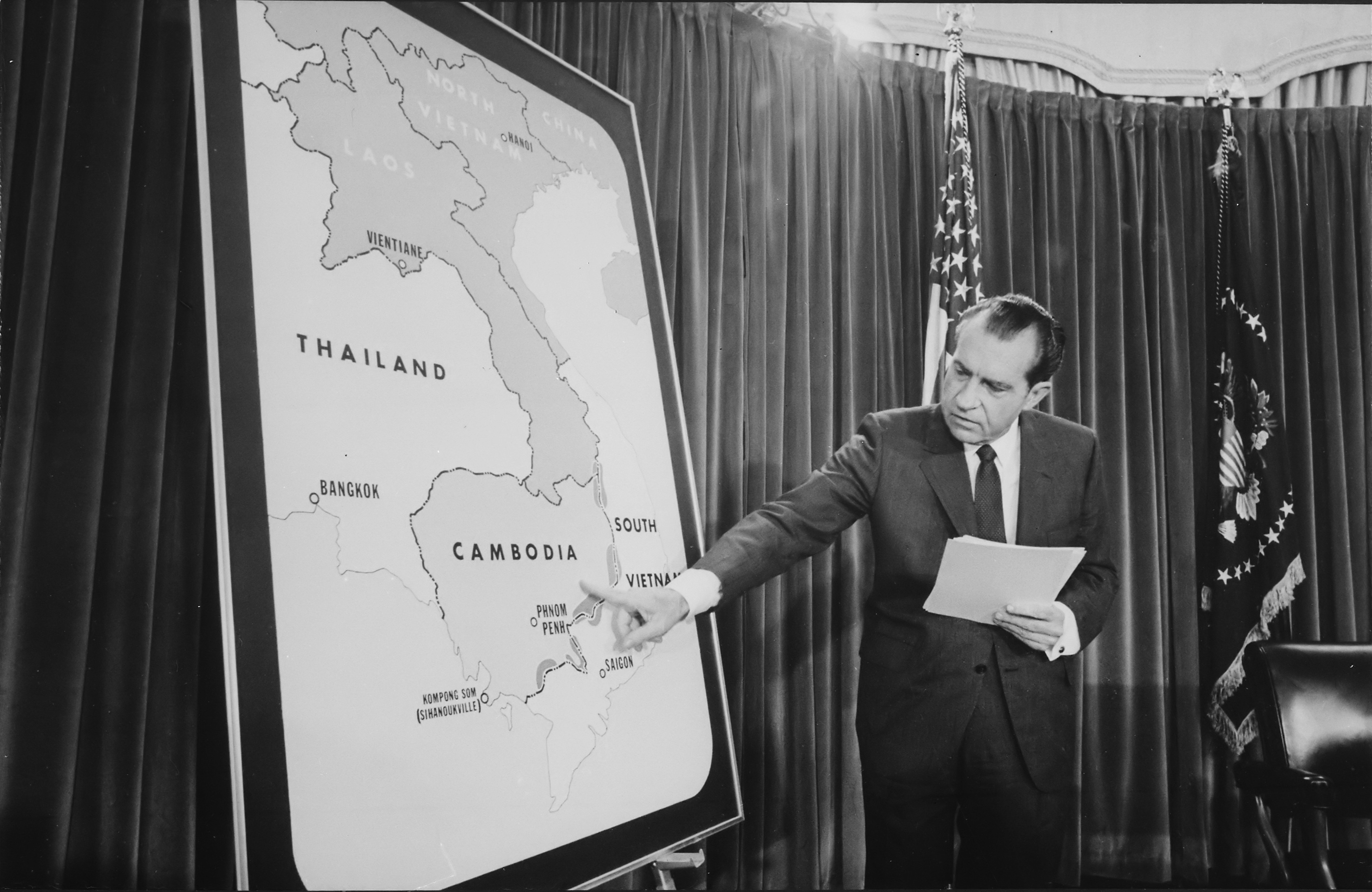
アメリカ軍のカンボジア介入を説明するニクソン米大統領。

体制は徐々に内部からも崩壊していった。サンクム体制に反対する旧越盟系分子および毛沢東主義者を中心とする赤色クメールでも学生や教師によりロン・ノル政府を攻撃、ロン・ノルは退陣を余儀なくされる。
1970年3月18日、首相に復帰していたロン・ノルが親米派のシリク・マタク副首相（シハヌークの従兄弟）らと、ソ連・モスクワと中国・北京へ外遊中だったシハヌークを国家元首から解任するクーデターを起こし、引き続きアメリカ軍のカンボジアへの大規模な軍事介入を（公式に）許可、カンボジア内戦が開始された。10月には王制を廃止しクメール共和国の成立を宣言。これらの動きに対してシハヌークは北京からロン・ノルへの抵抗を訴え、これまで敵対していたクメール・ルージュと一転して手を結ぶこととなった（カンプチア王国民族連合政府）。こうした情勢の急変のなかサンクムも国内での存在価値を失い、公式には1971年2月18日に解散した。その後の内戦とクメール・ルージュの支配による大虐殺によりカンボジアの経済は徹底的に破壊されたが、そのなかでシハヌークを支持する独自の勢力は穏健派として基盤を維持・温存することに成功し、民主カンプチア政権（クメール・ルージュ政権）期の1978年におけるフンシンペック結成へと結びつくこととなる。

## サンクムへの評価

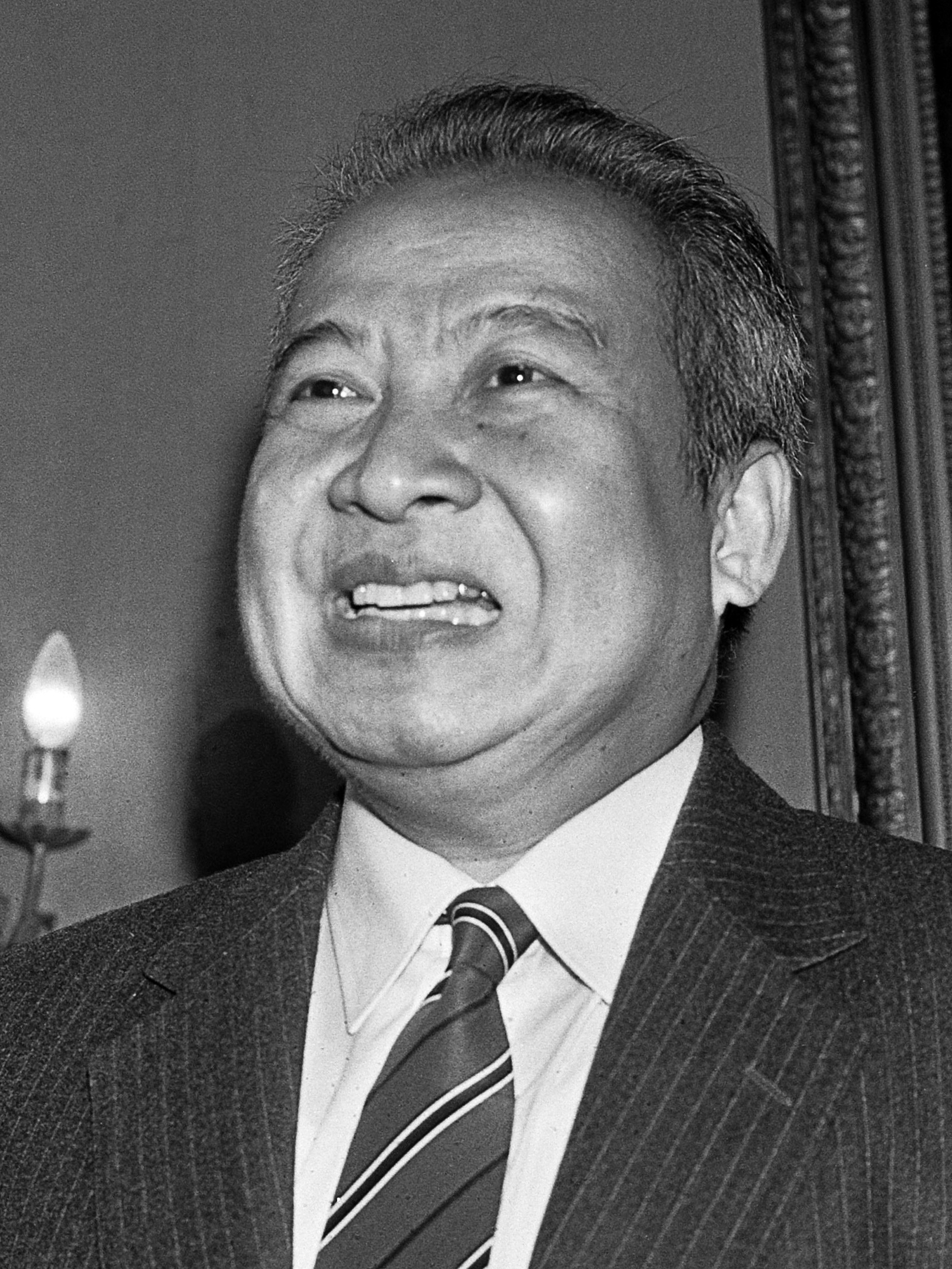
シハヌーク（1983年）。反ベトナム派のひとつ、フンシンペックの指導者として

シハヌークやサンクムに批判的な者はその保守的かつ権威主義的なステイタス・クオとしての側面を強調する。いっぽうカンボジアの庶民が民主主義に参加することをコミュニティの開発を通じて行った実用的な試みとする考えもあり、シハヌーク個人や1993年の王政復古への評価も含めて大きく見解が割れる。
後の悲惨なカンボジア内戦やポル・ポト時代に比べて、特にサンクムの時期の前半に「まだ安定した時期だった」とのノスタルジーを感じる高齢者が多く、現在でもサンクム・チャ（旧社会）と呼ばれ懐古されている（カンボジアでは高齢者とは、悲惨な時代を辛うじて生き延びた者であると称される）。